# Freiberufler (Österreich)
Unter Freiberufler oder Freiberufliche Tätigkeit versteht man im österreichischen Steuer- und Versicherungsrecht gewisse nicht gewerbescheinpflichtige selbständige berufliche Tätige (respektive Tätigkeiten). Es ist eine Erweiterung des Begriffs gewerblich Freischaffender auf Werktätige, die nicht werkorientiert arbeiten, etwa Dienstleistungsberufe.

## Grundlagen
Zu den Freiberuflern zählen beispielsweise:
- Aufsichtsratsmitglieder
- Geschäftsführende Gesellschafter einer GmbH (ohne Mitgliedschaft zur Wirtschaftskammer)
- Journalisten, Kolporteure
- Dolmetscher
- Selbständige Lehrer
- Tierärzte, Dentisten (Zahnärzte)
- Krankenpfleger, Hebammen
- Notare und Rechtsanwälte
- Wirtschaftstreuhänder
- Steuerberater
- Sachverständige
- Kunstschaffende
- Selbständige Programmierer oder Webdesigner

Die Freiberufler gehören zu den Gewerbetreibenden. Fachliche Definition ist:

„Personen, die aufgrund einer betrieblichen Tätigkeit Einkünfte aus Gewerbebetrieb oder Einkünfte aus selbständiger Arbeit erzielen, gehören zur gewerblichen Kranken-, Pensions- und Unfallversicherung, sofern sie aufgrund dieser Tätigkeit nicht bereits [anderweitig] pflichtversichert sind.“

Freiberufler sind entweder nach dem Gewerblichen Sozialversicherungsgesetz (GSVG) oder nach dem Freiberuflich-Selbständigen Gesetz (FSVG) pflichtversichert.
Nicht unter den Begriff fallen die speziell Freie Berufe genannten Berufe im öffentlichen Interesse, die über eigene Berufsgesetze geregelt sind und eigene Kammern und Sozialversicherungsanstalten haben (wie Ärzte, Ziviltechniker), wobei aber Zahn- und Tierärzte, Notare, Rechtsanwälte und Wirtschaftstreuhänder in beide Gruppen fallen. Ebenfalls nicht unter den Begriff fällt Freies Gewerbe, das umfasst gewerbliche Erwerbstätigkeit, für die man keinen Befähigungsnachweis benötigt (wie Handelsgewerbe).